# 小原健史
小原 健史（こはら けんじ、1948年6月 - ）は、日本の実業家で、旅館業界の重鎮。

## 経歴
佐賀県議会議員を11期44年、そのうち議長を通算26年務めた小原嘉登次とその妻泰子の長男として佐賀県藤津郡嬉野町（現：嬉野市嬉野町）で生まれる。
当初から旅館の後継者として育てられ、福岡県立修猷館高等学校を経て、成城大学経済学部卒業後の1971年に帰郷し、父の経営を引き継いで株式会社和多屋別荘に入社。取締役副社長就任。
1977年に黒川紀章の設計による「和多屋タワー」を建設、CMモデルに岩下志麻や佐々木信也を起用し一躍話題になる。　
1978年に代表取締役に就任、嬉野町商工会会長や全国旅館生活衛生同業組合連合会（全旅連）青年部長などの要職を歴任。1990年から1996年にかけて、旅館業界の悲願であった旧料理飲食税＝特別地方消費税の撤廃対策本部長として活躍、旅館業界が一丸となって2000年に、当時約1,700億円の特別地方消費税の廃止を勝ち取る。
1990年、嬉野温泉に江戸時代をモチーフにしたテーマパーク「肥前夢街道」を創業、その後経営難に陥り、売却。
2003年、全国旅館生活衛生同業組合連合会（全旅連）の会長に就任。　旅館業界の社会的地位向上の為に尽力、金融委員会を設置し、バブル経済崩壊後の旅館業界の事業再生モデルの模索及び経営革新に貢献した。また、旅館業界全体への公平な公的金融機関の融資の実現、国民金融公庫の廃止の阻止運動の展開など多面的に活躍した。
任期満了後の現在は、同連合会の常任顧問に就任。その後、東日本大震災時の被災者の受け入れ、耐震診断・改修問題に関与した。
2004年7月、第20回参議院議員通常選挙に比例区で全国旅館政治連盟の候補として自民党から出馬。JRのOB団体である全国ときわ会連合会の支援も受け、10万97票を獲得するものの当選ラインの15万2630票に届かず落選。その後、自由民主党への貢献を評価され国民政治協会の理事、評議員に就任。全旅連会長の参院選落選の汚名返上と旅館業界の政治力回復の為に、2005年の全旅連全国大会を東京で開催し、当時の小泉総理大臣を来賓として招へい、どのような業界にも特別な関係を持たない事で有名であった小泉総理が約15分にわたり、「観光立国論」を述べられたことは参加した約2,000名の旅館ホテル事業者及び青年部員、女性経営者の会の会員に大きな感動と希望を与えた。
地元の嬉野温泉では、2006年から当時の古川康佐賀県知事の理解を得て「佐賀嬉野バリアフリーツアーセンター(=BFTC)」を開設し、歓楽観光型の嬉野温泉から「人にやさしい嬉野温泉」に転換を標榜する谷口太一郎市長と協力し、国民保養型温泉地としての新しい魅力作りに奔走している。　また、古川知事のリードで「全国ユニバーサルデザイン(=UD)大会」を開催した。
更に　2014年、佐賀嬉野BFTCが実施している嬉野温泉旅館での「入浴介助」が高い評価を受け、九州運輸局の推薦を得て、国土交通大臣表彰を受賞した。
2016年4月に発生した熊本地震では、東日本大震災の際の経験を生かし、被災者の救済のため、嬉野温泉観光協会等の各スタッフと協力し僅か４日間で約2,000名の被災者を佐賀県旅館ホテル組合加盟の旅館ホテルにおいて、佐賀県の支援を受けて1泊3食無料で受け入れ済支援した。
65歳を超えた現在も、全国各地の温泉地、観光地の活性化や旅館ホテル事業の再生に携わり、日本観光の振興に尽力している。
1990年社団法人ニュービジネス協議会アントレプレナー大賞優秀賞を始め、1991年九州・山口地域経済貢献者顕彰財団経営者賞、1992年佐賀新聞社文化賞・奨励賞、2003年嬉野町町政功労者賞を受賞。
しかし、各種叙勲は本人の意思により受賞を固辞している。　　
2011年4月29日には、父の小原嘉登次を主人公とした小説「嘉登次（気骨の流儀 ）」を、たる出版より発刊した。